# Léon Dupin
Pour les articles homonymes, voir Dupin.
Léon Dupin est un artiste peintre et affichiste français (Saint-Étienne, 22 mars 1898 - Cannes, 10 juin 1971). Il signait ses œuvres souvent sous le nom Léo Dupin.

## Biographie
Léon Dupin naît le 22 mars 1898 à Saint-Étienne (Loire). Il a deux frères plus âgés que lui, Jean et André. Son père décède en janvier 1899 et laisse une famille sans argent ce qui contraint sa mère à travailler dur pour élever ses trois garçons.
Dans ses loisirs, il pratique le football avec quelques amis. Il est à l'origine de la création de l'Association sportive de Saint-Étienne Loire.
Il s'engage dans l'armée en 1916, dans l'armurerie. Après la campagne de France et l'Armistice, il est envoyé aux Dardanelles et sera démobilisé en 1920. De retour à Saint-Étienne, il suit des cours du soir, en même temps qu'il débute dans l'imprimerie.
Autodidacte, il arrive peu à peu à se faire une place dans la publicité. Il rejoint Paris où il rentre à l'imprimerie Joseph Charles comme dessinateur publicitaire en 1926. L'atelier est proche du Panthéon, au 9 rue de l'Estrapade dans le 5e arrondissement.
C'est à Paris il rencontre Armande Moreau qu'il épouse en 1930. De cette union naîtront deux fils, Claude (1931) et Philippe (1939).
La période 1926-1936 est particulièrement créative. Outre le dessin, Léo Dupin maîtrisait très bien la photographie. Il développait lui-même ses prises de vues, transformant la salle de bain de l'appartement en laboratoire. À quelques reprises sa femme et son fils ainé inspireront les personnages de certaines de ses affiches. (Les Biscottes Mascotte, le café Gilbert, les bonbons et chocolats du Familistère...)
En 1934, lors d'un concours organisé par la Seita, son projet pour les cigarettes Celtique est retenu. Il travaillera aux imprimeries Joseph-Charles jusqu'en 1936. Devenu premier affichiste chez Prot Frères, en 1936 il décline une proposition d'aller travailler aux États-Unis pour les studios Walt Disney car l'idée de quitter la France et de devoir apprendre l'anglais lui font rejeter cette proposition.
En 1939, il participe à la fondation de l'académie de l'affiche. Au cours de la Seconde Guerre mondiale, la famille quitte Paris pour aller se réfugier à Châteauroux auprès de la famille de son épouse. Après une mobilisation de quelques mois, Léo Dupin se retrouve sans travail. Il rejoint sa famille, réalise des affiches ou des décors pour la troupe de théâtre « Les tréteaux de Bombardon » à Châteauroux, des affiches pour des foires ou stands. Le travail étant limité, il se consacre à la peinture. Il travaille au pinceau, ou, plus souvent, au couteau, réalise et vend des toiles, des gouaches, aquarelles ou sanguines. Il peint des natures mortes, des paysages (villages, bords d'eau, paysages de l'île de Ré...), des personnages.
Après la guerre, revenu à Paris en janvier 1946, il retrouve une place dans l'imprimerie Prot Frères comme dessinateur publicitaire, chef de l'atelier avenue de l'Alma. Mais d'autres affichistes s'étant imposés (Savignac, Colin...), il ne retrouve pas le même travail : dans cet atelier principalement dédié aux créations pour les emballages ou la PLV, il crée les maquettes de boîtes de médicaments, de boîtes alimentaires, ou encore des étiquettes de camemberts. Maîtrisant parfaitement la photographie, il réalise aussi des pages publicitaires. Dans son travail, la photographie joue un rôle primordial et sert régulièrement de base à ses créations.
Parallèlement à son travail, il se consacre de plus en plus à la peinture de chevalet et fait de nombreuses expositions en région parisienne, notamment à la mairie de Boulogne-Billancourt. Pendant ses périodes de vacances sur l'île de Ré, il peint, expose, et vend de nombreuses toiles. Il finira sa carrière chez Prot Frères, racheté par le groupe américain Bowater. Il prend sa retraite en 1963.
Léo et Armande achètent le mas des Oliviers à Opio dans les Alpes-Maritimes en 1957. Il s'y établissent définitivement en 1965. « Palou » comme le surnomment ses proches, se consacre à la peinture, à la pêche notamment chez des amis à la Garoupe (Cap d'Antibes) ou à la promenade, à l'entretien de ses oliviers. Entre 1968 et 1971, il sera victime de trois infarctus. Malade et très affaibli, Léo Dupin décède en juin 1971 dans sa demeure, le Mas des Oliviers. Il est enterré au petit cimetière d'Opio.

## Signatures
De manière habituelle Léon Dupin signait ses travaux, ce qui rend ses créations le plus souvent identifiables.
Son travail de création publicitaire est le plus souvent paraphé par les signatures « Leon Dupin », ou « Leo Dupin ».